# Puy de l'Ouire
Le puy de l'Ouire est un sommet des monts Dore dans le Massif central.

## Géographie

### Situation
Entouré par la forêt domaniale de Guéry, le puy est situé sur la commune d'Orcival dont il constitue le point culminant. C'est le sommet de plus de 1 500 mètres le plus septentrional du massif.

### Géologie
Le sous-sol du puy de l'Ouire est constitué de sancyte.

### Hydrographie
Le Sioulot ou ruisseau de Grande Fontaine y prend sa source sur son versant oriental à 1 410 m d'altitude.

## Activités

### Protection environnementale
Le puy est inclus dans le site Natura 2000 « Monts Dore », dans la ZNIEFF de type 2 « Monts Dore », ainsi que dans la ZNIEFF de type 1 « Puy de l'Aiguiller - Col de la Croix Saint-Robert ».

### Randonnée
La montagne est traversée par le sentier de grande randonnée 30.